# Constantin Van Rijckevorsel
Constantin Van Rijckevorsel (Uccle, 24 de junio de 1976) es un jinete belga que compitió en la modalidad de concurso completo.
Ganó tres medallas de bronce en el Campeonato Europeo de Concurso Completo entre los años 1999 y 2009. Participó en tres Juegos Olímpicos de Verano, entre los años 1996 y 2004, ocupando el octavo lugar en Atlanta 1996 y el séptimo en Atenas 2004, en la prueba por equipos.

## Palmarés internacional
| Campeonato Europeo | Campeonato Europeo      | Campeonato Europeo | Campeonato Europeo |
| Año                | Lugar                   | Medalla            | Categoría          |
| ------------------ | ----------------------- | ------------------ | ------------------ |
| 1999               | Luhmühlen (Alemania)    | Medalla de bronce  | Por equipos        |
| 2003               | Punchestown (Irlanda)   | Medalla de bronce  | Por equipos        |
| 2009               | Fontainebleau (Francia) | Medalla de bronce  | Por equipos        |